# 나타샤 뒤페롱
나타샤 두페이론(Natasha Dupeyrón, 1991년 6월 3일 ~ )은 멕시코의 배우, 가수, 모델이다. 밴드 Eme 15의 이전 구성원이다.